# Russell County, Kansas
Russell County är ett administrativt område i delstaten Kansas, USA, med 6 970 invånare. Den administrativa huvudorten (county seat) är Russell.

## Geografi
Enligt United States Census Bureau har countyt en total area på 2 328 km². 2 291 km² av den arean är land och 37 km² är vatten.

### Angränsande countyn
- Osborne County - norr
- Lincoln County - öst
- Ellsworth County - sydost
- Barton County - söder
- Rush County - sydväst
- Ellis County - väst

### Orter
- Bunker Hill
- Dorrance
- Gorham
- Lucas
- Luray
- Paradise
- Russell (huvudort)
- Waldo